# Racławówka (gmina)
Racławówka – dawna gmina wiejska istniejąca w latach 1934–1954 i 1973–1976 w woj. lwowskim i rzeszowskim (dzisiejsze woj. podkarpackie). Siedzibą władz gminy była Racławówka.
Gminę Racławówka utworzono 1 sierpnia 1934 roku w województwo lwowskim, w powiecie rzeszowskim, z dotychczasowych drobnych gmin wiejskich: Błędowa Zgłobieńska, Boguchwała, Kielanówka, Lutoryż, Niechobrz, Nosówka, Racławówka, Staroniwa, Wola Zgłobieńska, Zgłobień i Zwięczyca.
Po wojnie gmina Racławówka weszła w skład woj. rzeszowskiego (nadal w powiecie rzeszowskim). Według stanu z dnia 1 lipca 1952 roku gmina składała się z 11 gromad: Błędowa Zgłobieńska, Boguchwała, Kielanówka, Lutoryż, Mogielnice, Niechobrz, Nosówka, Racławówka, Wola Zgłobieńska, Zgłobień i Zwięczyca. Gmina została zniesiona 29 września 1954 roku wraz z reformą wprowadzającą gromady w miejsce gmin.
Gminę Racławówka reaktywowano w dniu 1 stycznia 1973 roku w woj. rzeszowskim (powiat rzeszowski). W jej skład weszły sołectwa: Kielanówka, Niechobrz, Nosówka, Racławówka, Wola Zgłobieńska i Zgłobień.
1 czerwca 1975 gmina znalazła się w nowo utworzonym mniejszym woj. rzeszowskim.
2 lipca 1976 roku gmina została zniesiona przez połączenie jej terenów z gminą Boguchwała w gminę Boguchwała.